# Isidoor Mechant
Isidoor Mechant (Sint-Niklaas, 15 december 1885 - Dendermonde, 26 april 1966) was een Belgisch wielrenner. Hij was onafhankelijke in 1911 en 1912 en beroepsrenner van 1913 tot 1925. 

## Overwinningen
Mechant won twee grote semi-klassiekers, de Scheldeprijs in 1919 en de Drie Zustersteden in 1920.

## Belangrijkste ereplaatsen
- 2e Scheldeprijs 1921
- 5e Ronde van België 1920
- 7e Belgisch kampioenschap 1914
- 10e Ronde van Vlaanderen 1920

## Resultaten in voornaamste wedstrijden
| Jaar | Ronde van Vlaanderen |
| ---- | -------------------- |
| 1914 | 11e                  |
| 1920 | 10e                  |
| 1922 | 28e                  |